# Metahuntemannia smirnovi
Metahuntemannia smirnovi är en kräftdjursart som beskrevs av Nicolaus Gustavus Bodin 1968. Metahuntemannia smirnovi ingår i släktet Metahuntemannia och familjen Huntemanniidae. Inga underarter finns listade i Catalogue of Life.